# Jürgen Trumpf
Jürgen Trumpf, född 8 juli 1931 i Düsseldorf, död 13 maj 2023 i Bonn, var en tysk politiker och diplomat. Han var generalsekreterare för Europeiska unionens råd 1994–1999 och EU:s höga representant för utrikes frågor och säkerhetspolitik från maj till oktober 1999.  
Trumpf var son till läraren Ernst Trumpf och dennes fru Ottilie, född Koehler. Han gick grundskola i Düsseldorf och började gymnasieskola där (t.o.m. 1945) samt avslutade sin skolgång i den kommunala gymnasieskolan i Wuppertal-Elberfeld som var specialiserad på språkutbildning. Efter studentexamen år 1951 började Trumpf att studera klassisk filologi och semitiska språk vid universitetet i Köln där han promoverades till doktor 1956.
Trumpf anställdes vid tyska utrikesdepartementet Auswärtiges Amt (AA) 1958 och fick året därpå en tjänst som attaché i Kairo. Från 1962 till 1967 var han ambassadråd vid den tyska ambassaden i London, och sedan tysk konsul i Rotterdam. Han arbetade från 1970 på AA:s enhet för Europeiska gemenskaperna och var chef där från 1975. Från 1979 till 1984 var Trumpf tyskt sändebud vid Europeiska gemenskapen i Bryssel. Han krönte karriären på AA med utnämningen till statssekreterare 1993 under utrikesminister Klaus Kinkel.
Den 1 september 1994 tillträdde Trumpf som generalsekreterare vid Europeiska unionens råd, en post han innehade till oktober 1999. När Amsterdamfördraget trädde i kraft blev han tillfälligt Europeiska unionens höga representant för utrikes frågor och säkerhetspolitik den 1 maj 1999, men ersattes av Javier Solana under EU-toppmötet i Köln 1999.